# Muaither Sports Club
Maillots
Le Muaither Sport Club (en arabe : نادي معيذر الرياضي), plus couramment abrégé en Muaither SC, est un club qatarien de football fondé en 1996 et basé à Doha, la capitale du pays.
Il évolue lors de la saison 2013-2014 en première division.

## Histoire

### Genèse du club
Le club est fondé en 1996 sous le nom d'Al Shabab. Il change d'appellation pour devenir Muaither SC en 2004 par décision du Comité olympique qatari et joue en deuxième division nationale jusqu'en 2013.
À l'issue de la saison 1999-2000, la formation de Doha dispute le barrage de promotion-relégation face à Al Shamal, dernier du championnat de D1. La confrontation face au club de l'élite aboutit par un maintien des deux clubs dans leur division.
En 2004, Muaither devient le premier club de deuxième division à remporter la Coupe Sheikh Jassem et s'imposant en finale face à Al Wakrah SC.
Le club termine à deux reprises à la deuxième place du championnat de deuxième division, ce qui leur permet à nouveau de disputer les barrages d'accession. Par deux fois, il échoue, en 2012 face à Umm Salal SC (0-1 après prolongations) et en 2013 face à Al Arabi Doha sur le score de deux buts à un.

### Montée en Qatar Stars League
Le 7 mai 2013, la fédération qatarie prend la décision d'élargir la Qatar Stars League, la faisant passer de 12 à 14 équipes. Par conséquent, Muaither obtient une promotion parmi l'élite, en dépit de sa défaite lors des barrages. Le club choisit en juin 2013 l'entraîneur franco-espagnol Ladislas Lozano pour diriger le groupe lors de cette première saison en première division.

## Palmarès
| Compétitions nationales                                                                                        |
| --- |
| - Coupe Sheikh Jassem du Qatar (1) : - Vainqueur : 2004. - Championnat du Qatar D2 (1) : - Champion : 1999-00. |

## Anciens entraîneurs
- Fareed Ramzi (2004)
- Sabri Miniawy (2004–06)
- Wameed Mounir (2006)
- Abdelkadir Bomir (2006–07)
- Abdulrahman Taleb (2007–08)
- Abdullah Saad (2009)
- Silvio Diliberto (2009–12)
- Mohammed Sahel (2012–13)
- Ladislas Lozano (Juin 19, 2013–Fev 1, 2014)
- Mohammed Sahel (Fev 1, 2014–)